# Lac del Salvajina
Le lac del Salvajina est un lac de barrage situé dans le département de Cauca, en Colombie.  

## Géographie
Le lac del Salvajina est situé à 40 km au nord-nord-ouest de la ville de Popayán. Il est situé dans la municipalité de Suárez, sur le cours du río Cauca. 
Il a un volume de 956 millions de m3, pour une superficie de 23,1 km2.